# Cryptus areolatus
Cryptus areolatus là một loài tò vò trong họ Ichneumonidae.